# Каді Усман
Каді Усман (д/н — 1665) — 3-й імам Держави зуайя в 1656—1665 роках.

## Життєпис
Походив з клану улад-дейман племені лемтуна з берберської конфедерації санхаджа. Онук Моханда Амгара, родича шейха Сіді аль-Фаллі. При народженні звався Абех ібн Ахмед. Перша згадка відноситься до 1640 року, коли він згадується як толба (учень) проповідника Абу Бакра Насир ад-Діна.
1644 року після утворення імамату на чолі із Насир ад-Діном останній спочатку призначив одним з 4 своїх каді. Згодом отримав посаду візира, змінивши ім'я на Усман. 1650 року звитяжив у битві біля Тіртіласі, в якій втім загинув Насир ад-Дін.
після обрання новим імамом родича Аль-Факіх Ламіна отримує новостворену посаду другого імама (на кшталт заступника). 1656 року спільно з толба повалив Аль-Факіха, ставши новим очільником імамату.
Поновив активну зовнішню політику, знову почавши напади на володіння Ваало, Футо-Торо та арабських племен. Останнім було завдано низки поразок. Втім невдовзі надмірний податковий тиск та зневага з боку зуая до арабів змусила тих повстати. В місцині Круффа було знищено низку шейхів зуая. У відповідь проти племен трарза і мгафра виступив сам імам. Одна частина війська успішно перемогла 3 арабських клана. Але сам Каді Усман загинув у битві в області Чемана. Новим імамом було обрано Мбарека ібн Хабібаллаха.